# Crème fraîche

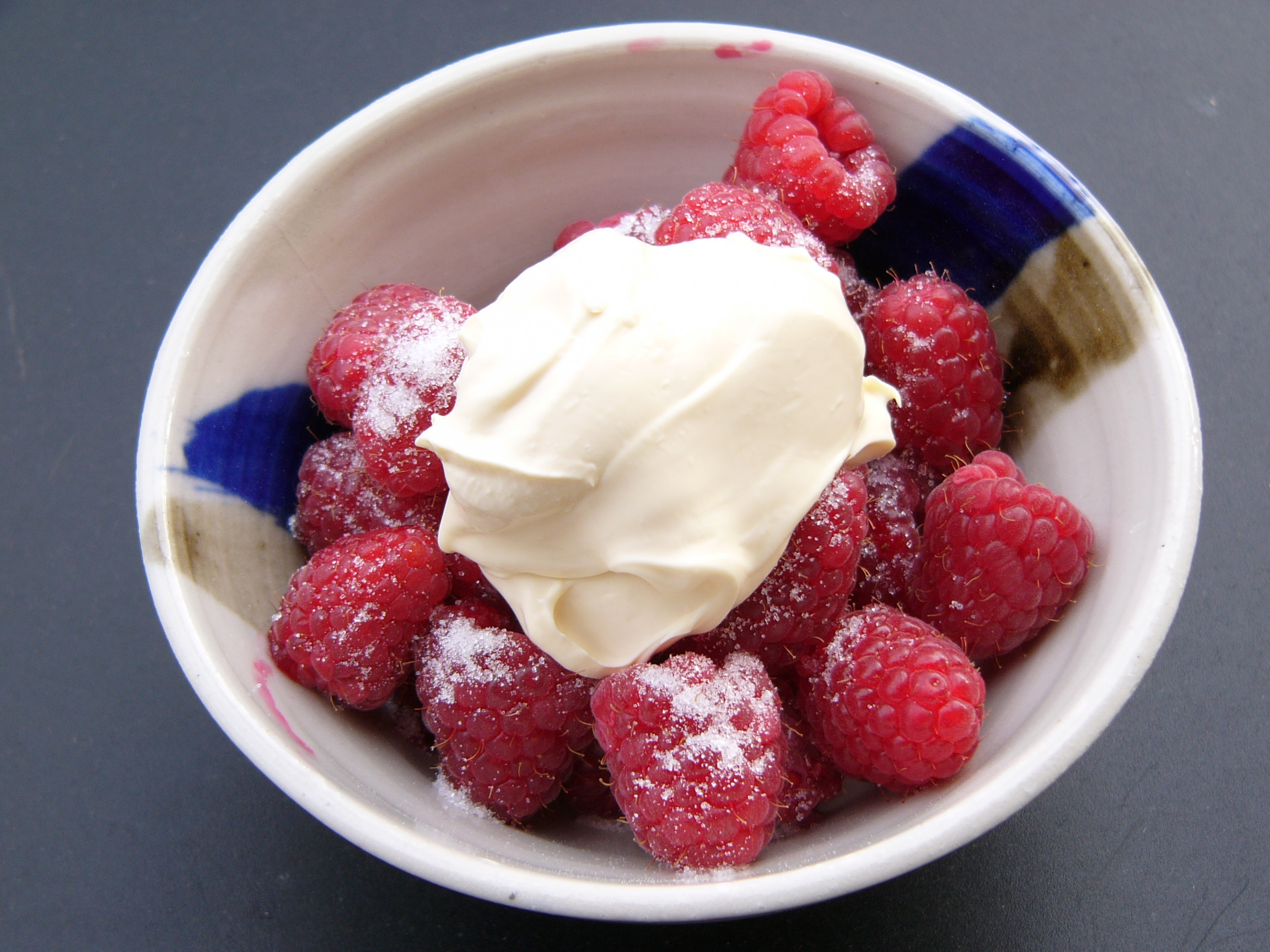
Framboesas com crème fraîche e açúcar.

Crème fraîche é um lacticínio de origem francesa usado na culinária. É proveniente de uma ligeira fermentação bacteriana de nata ou creme de leite pasteurizado.  Portanto, ao contrário do que o nome pode fazer crer, não se trata de um creme de leite fresco, acabado de separar do leite, mas de um produto já elaborado. No entanto, com a globalização cultural, o produto entrou na culinária de muitos países, mantendo a sua designação francesa.
No Brasil, o crème fraîche não é normalmente comercializado e, por isso, quando uma preparação culinária exige a sua utilização, em alguns casos pode ser substituído por iogurte ou creme azedo (também conhecido como sour cream). Mas também pode ser “fabricado” em casa, aquecendo uma mistura de creme azedo e creme de leite fresco e deixando fermentar durante algumas horas. 
O crème fraîche é mais líquido que o creme azedo e melhor para cozinhar, uma vez que pode ser fervido em fogo muito brando que não talha. Além disso, pode ser servido simples com fruta fresca, vegetais cozidos e para temperar sopas ou batata assada. 

## Curiosidade
South Park faz referência ao creme. 